# Voye
La Voye est un ruisseau de l'Est de la France, dans les deux départements de l'Ain et de Saône-et-Loire, en région Auvergne-Rhône-Alpes et Bourgogne-Franche-Comté. C'est un affluent droit de la Sâne Vive, donc un sous-affluent du Rhône par la Seille et la Saône.

## Géographie
La Voye prend sa source dans la commune de Chavannes-sur-Reyssouze, près de la route départementale 2 dans l'Ain à 215 mètres d'altitude, près du hameau de Bécheret et se jette dans la Sâne Vive, en rive droite, à La Chapelle-Thècle, en Saône-et-Loire à une altitude de 182 mètres, à proximité immédiate du village. Elle croise également les routes départementales 975 (Ain), 12 et 312 (Saône-et-Loire).  Sa longueur totale est de 17,5 km.
Elle possède d'abord le nom de Ruisseau de « Montalibord », qui est un hameau de Vescours, de sa source à Saint-Trivier-de-Courtes, puis de « Berthelet » près du moulin et hameau du même nom à Vernoux. Elle prend le nom de « Voye » peu après. Sur son parcours, on trouve l'étang de Montalibord  et l'étang Neuf.
Elle circule d'abord du sud vers le nord, puis vers le nord-est, avant de circuler à nouveau vers le nord.

### Départements et communes traversés
La Voye traverse deux départements et six communes :
- Ain :
  - Chavannes-sur-Reyssouze, Vescours, Saint-Trivier-de-Courtes, Vernoux
- Saône-et-Loire :
  - Romenay, La Chapelle-Thècle.

### Bassin versant
La Voye traverse une seule zone hydrographique « La Sane » (U347) de 293 km2 de superficie.

## Affluents
La Voye possède un seul affluent référencé :
- Le Ruisseau de Grandval (rd[note 1]), 1,1 km sur la seule commune de Saint-Trivier-de-Courtes.

### Rang de Strahler
Donc son rang de Strahler est de deux.

## Aménagements et écologie

### Milieu naturel
L'étang de Montalibord, situé sur le chemin du ruisseau, est un site classé en tant que ZNIEFF de type I : il est en effet lieu de reproduction d'espèces d'oiseaux relativement rares et menacées comme la Rousserolle turdoïde ou le Héron pourpré.

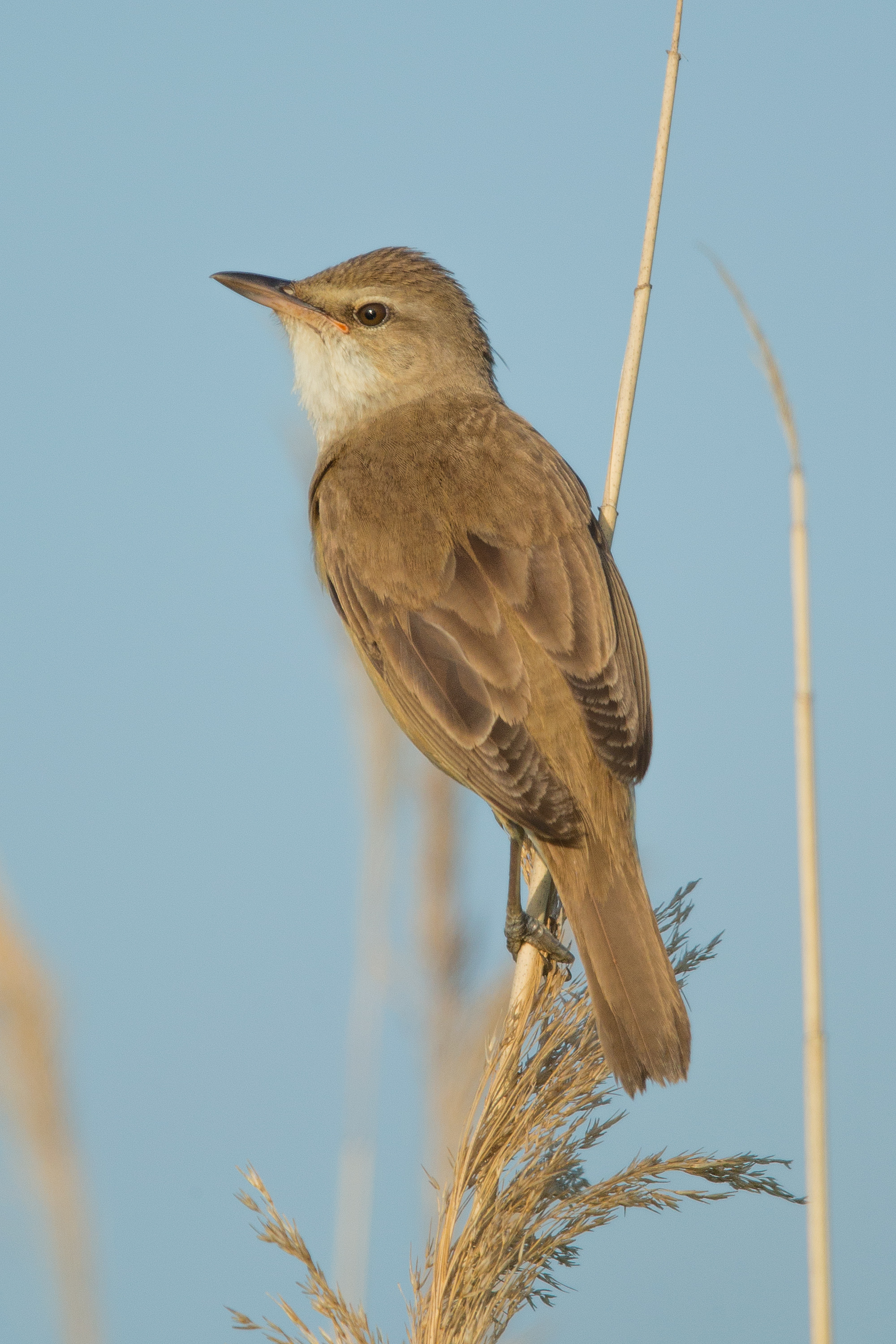
la Rousserolle turdoïde
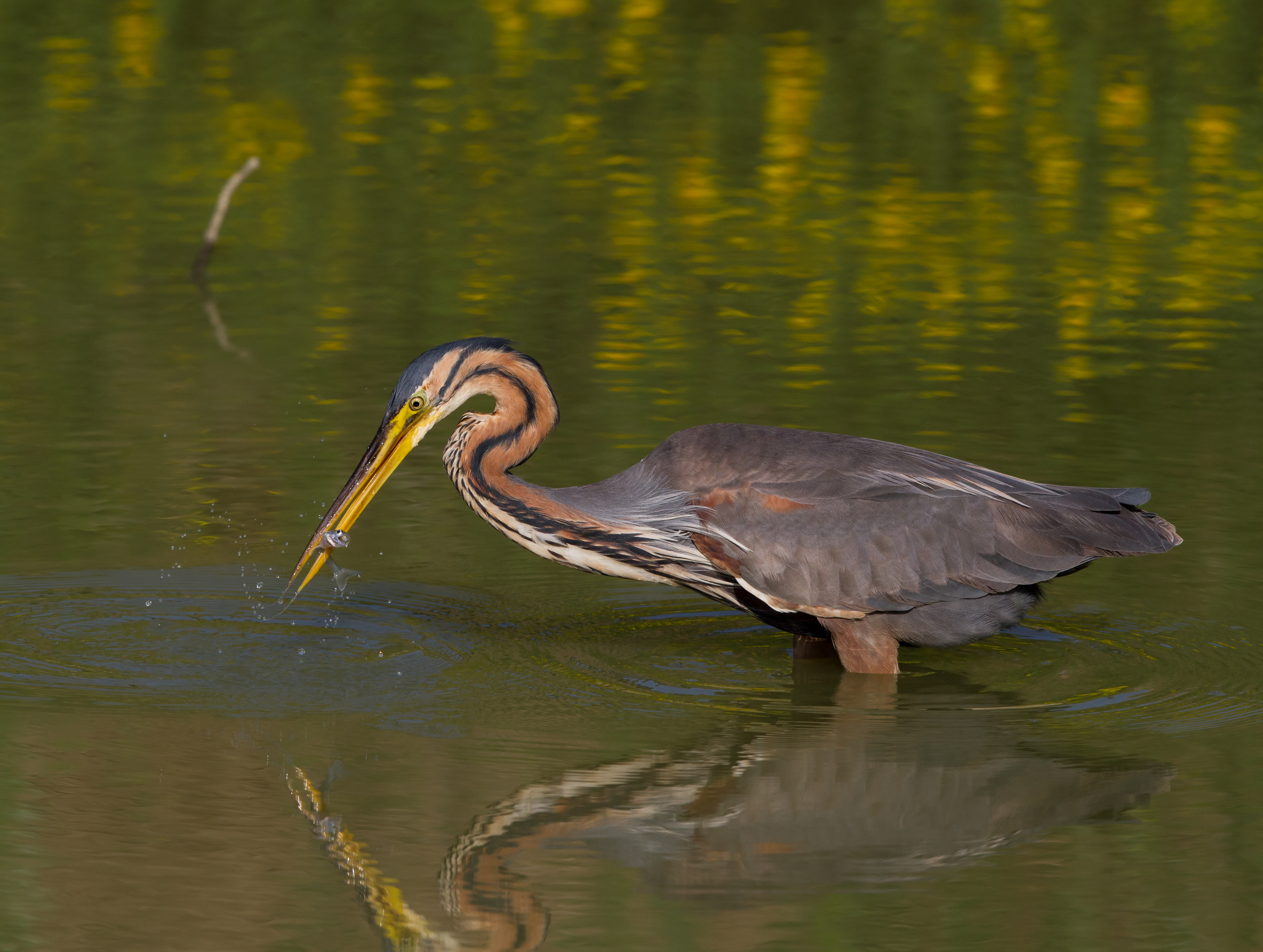
le Héron pourpré